# Maria od Krzyża di Rosa
Maria od Krzyża di Rosa, właśc. Paolina (Paola) Francesca di Rosa  (ur. 6 listopada 1813 w Brescii, zm. 15 grudnia 1855 tamże) – założycielka Zgromadzenia Zakonnego Służebnic Miłosierdzia w Brescii (Ancelle della Carità), święta Kościoła katolickiego.
Urodziła się jako Paolina Francesca di Rosa w zamożnej rodzinie. Nauki pobierała w klasztorze wizytek, skąd odeszła po śmierci matki. Mając siedemnaście lat pomagała ojcu, który prowadził tartak, pomagając przy tym kobietom i dziewczętom tam pracującym. Podczas epidemii cholery w 1836 roku pracowała w szpitalu w Brescii. Założyła szkołę dla niesłyszących i stworzyła program pomocy dla kobiet żyjących w ubóstwie. Jej zaangażowanie doprowadziło do jej nominacji na matkę przełożoną. 
Jej duchowość zakorzeniona była w cierpieniu i męce Syna Bożego, co stało się podstawą jej nauczania i kontemplacji, a jej miłość do Chrystusa ukrzyżowanego przełożyła się na jej poświęcenie na rzecz cierpiących i potrzebujących w imię miłosierdzia Bożego. W roku 1840 w wieku 30 lat, przyjmując imię Maria od Krzyża di Rosa, założyła nowe zgromadzenie zakonne Służebnic Miłosierdzia, które zostało oficjalnie zatwierdzone przez papieża Piusa IX w 1850 roku. Głównym apostolstwem Zgromadzenia była troska o ubogich, chorych i cierpiących.
Maria od Krzyża zmarła w Brescii w wieku 42 lat.
Została beatyfikowana 6 maja 1940, a kanonizowana 12 czerwca 1954. Obu aktów dokonał Pius XII.
Jej wspomnienie liturgiczne obchodzone jest 15 grudnia.